# Spanyol fogasponty
A spanyol fogasponty (Aphanius iberus) a sugarasúszójú halak (Actinopterygii) osztályának fogaspontyalakúak (Cyprinodontiformes) rendjébe, ezen belül az ikrázó fogaspontyok (Cyprinodontidae) családjába tartozó faj.

## Előfordulása
A spanyol fogasponty az édesvízű tavacskák, árkok és mocsarak lakója, ritkábban brakkvízben, Kelet- és Dél-Spanyolországban és az észak-afrikai partvidéken (Marokkó, Algéria) is megtalálható.

## Megjelenése
A hal teste henger alakú, oldalról csak kevéssé összenyomott, feje felülről lapított. Szájnyílása kicsi, rézsút felfelé irányuló. Állkapcsai apró, háromhegyű fogakkal ellátott. Pikkelyei nagyok, 26-28 egy hosszanti sorban; oldalvonala nincs. A csaknem farokállású hátúszó 9-10, a farok alatti úszó 9-10 sugarú; zsírúszója nincs; farokúszója lekerekített. A hím oldalán 15 keskeny, világoskék keresztsáv van; háta olajzöld, oldalai a kékeszöldtől a kékig változnak, hasa fehéres. Farokúszója sötétkék, 3-5 világos keresztsávval és világos szegéllyel; hát- és farok alatti úszója sötét, világos pettyekkel, a hátúszó szegélye világoskék. A nőstény az olajzöldtől a kékeszöldig változhat, oldalán barna foltokkal; valamennyi úszója világos áttetsző. A hím testhossza legfeljebb 6 centiméter, a nőstényé 8 centiméter.

## Életmódja
A hőmérséklet-változásokra és a víz alacsony oxigéntartalmára nem érzékeny. Tápláléka planktonrákok, rovarlárvák, vízre hullott rovarok és algák.

## Szaporodása
Április és augusztus között ívik. Igen nagy ikráit (körülbelül 200 egy nősténytől) élénk nászjátékot követően növények közé, a vízfelszín közelében rakja le. A kelési idő 6-8 nap. Egyéves kora végén ivarérett.